# Luftangriff auf den Militärflugplatz asch-Schaʿirat

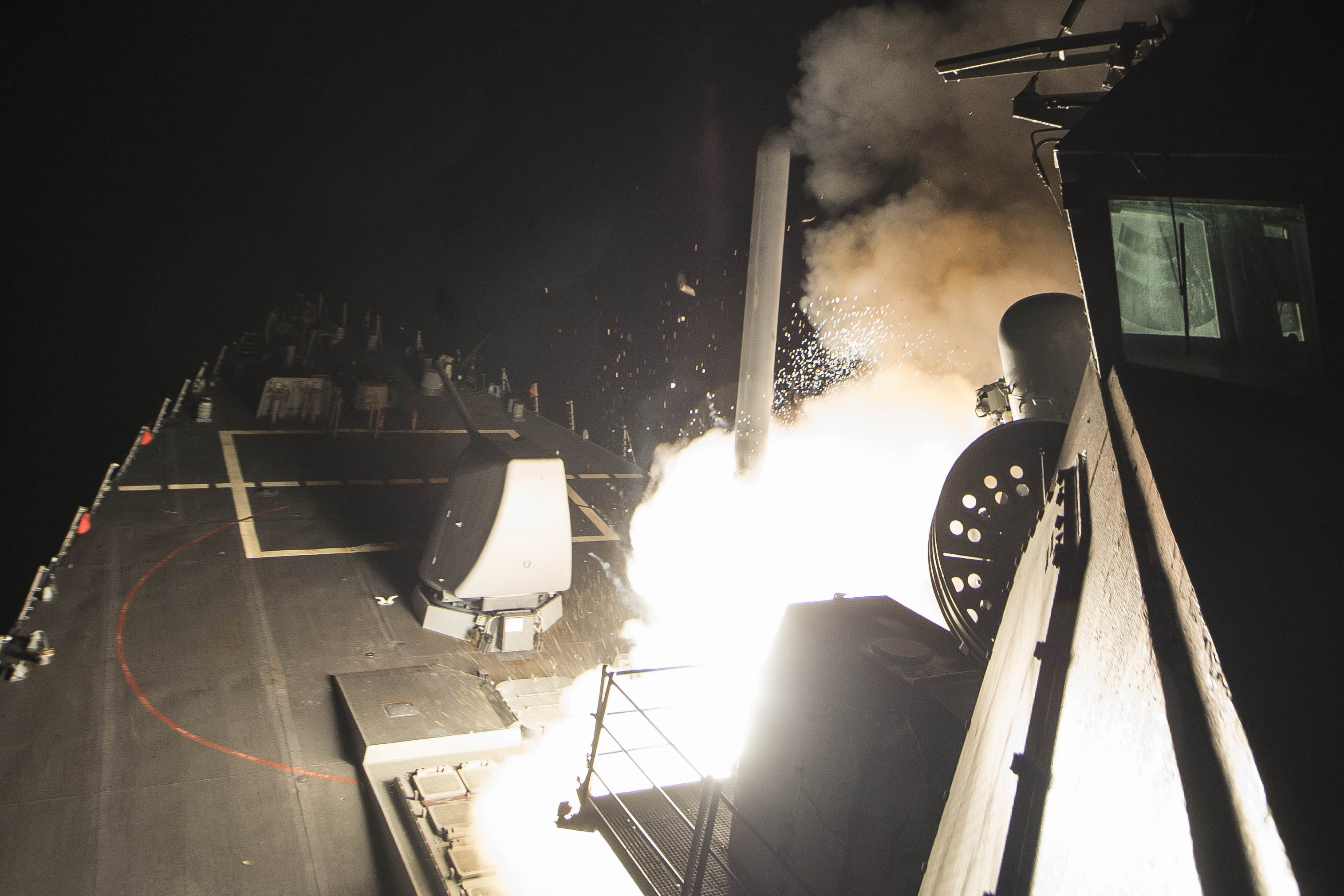
Start eines Tomahawk-Marschflugkörpers von der USS Ross

Der Luftangriff auf den Militärflugplatz asch-Schaʿirat erfolgte am Morgen des 7. April 2017 durch die Streitkräfte der Vereinigten Staaten. Schiffe der US Navy beschossen dabei den Militärflugplatz asch-Schaʿirat in Syrien mit etwa 60 Tomahawk-Marschflugkörpern.

## Vorgeschichte
Am 4. April 2017 kam es bei einem Luftangriff während des Syrischen Bürgerkriegs in der Stadt Chan Schaichun zu einem Giftgasvorfall, bei dem mehr als 70 Menschen getötet und viele weitere verletzt wurden. Die Verantwortlichkeit für den Vorfall ist umstritten, jedoch machen viele Staaten, darunter die USA, die syrische Regierung dafür verantwortlich. Die US-Behörden beziehen sich auf Angaben der United States Intelligence Community, wonach es sich um einen Luftangriff der syrischen Luftwaffe mit Giftgas gehandelt habe, der vom Flugplatz asch-Schaʿirat ausgegangen sei. Unabhängige Beweise dafür lagen dem UNO-Sicherheitsrat nicht vor. Resolutionsentwürfe im Sicherheitsrat, die eine gegen Syrien gerichtete Untersuchung forderten, scheiterten am Widerstand der UNO-Vetomacht Russland. Nachdem Russland damit zum siebten Mal seit Beginn des Bürgerkriegs eine Syrien-Resolution verhinderte, beklagten die USA eine Blockade und drohten mit eigenen Sanktionen.

## Hergang

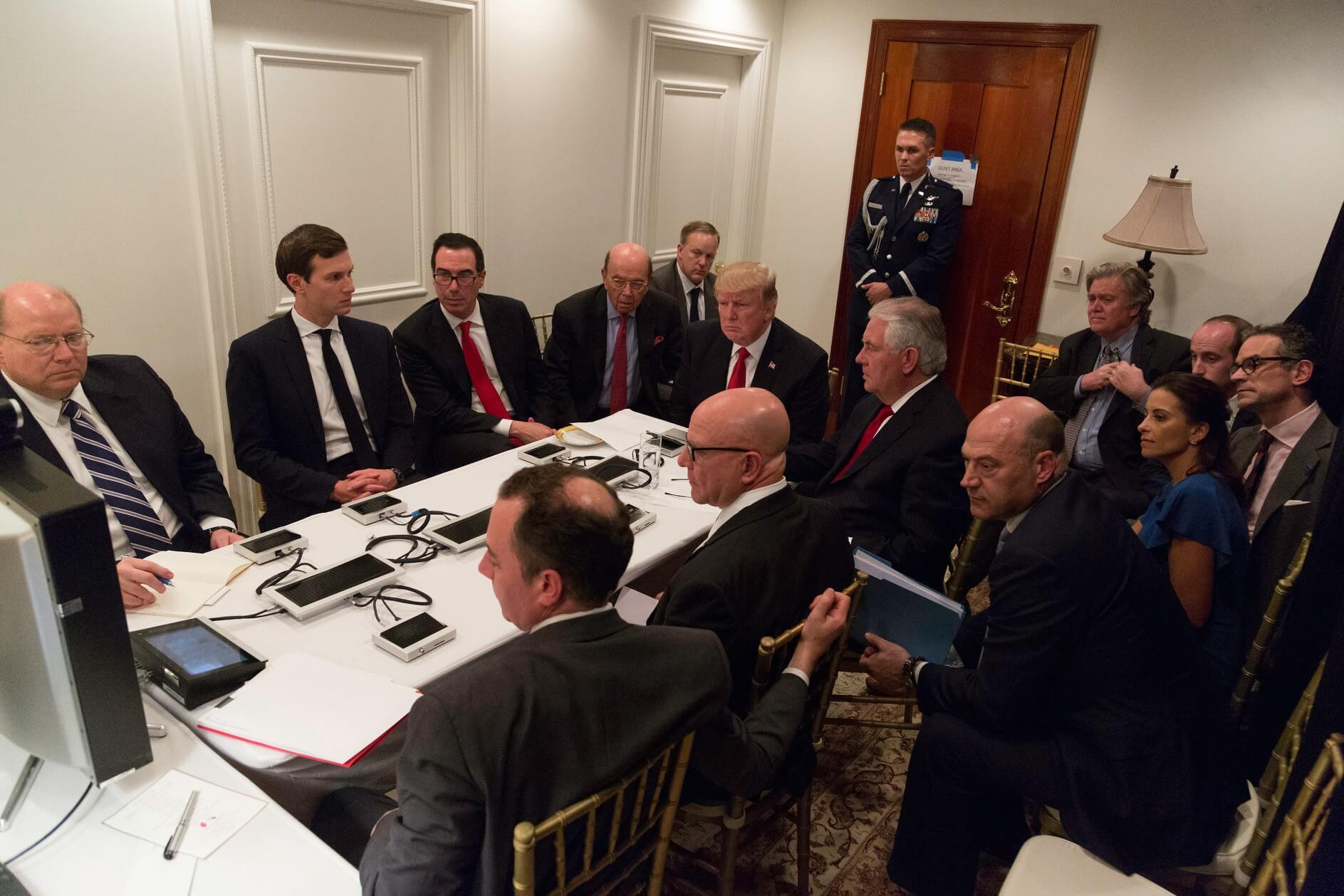
Donald Trump bei einer Sitzung zum Angriff in seinem Anwesen Mar-a-Lago

Als direkte Reaktion und Vergeltung für den chemischen Angriff auf Chan Schaichun ordnete US-Präsident Donald Trump einen Luftschlag gegen den Militärflugplatz asch-Schaʿirat an, der am 7. April 2017 durch die im östlichen Mittelmeer operierenden Zerstörer Porter und Ross ausgeführt wurde. Die Kriegsschiffe schossen dabei etwa 60 Marschflugkörper vom Typ Tomahawk ab, wobei einer unmittelbar nach dem Start ins Meer stürzte.
Der Angriff zielte nach US-Angaben auf Flugzeuge, verbunkerte Flugzeugunterstände, Treibstoff- und andere Lager, Munitionsbunker, Flugabwehrsysteme und Radaranlagen. Der US-Präsident erklärte am 8. April auf Twitter, er habe absichtlich nicht auf die Start- und Landebahn zielen lassen, da sich diese schnell und kostengünstig reparieren ließe.
Russische Militärs wurden vor dem bevorstehenden Militärschlag auf den Luftwaffenstützpunkt gewarnt. So sollte verhindert werden, dass russische Soldaten, die sich im Rahmen des russischen Militäreinsatzes im Land aufhielten, Opfer des Angriffs wurden.

## Wirkung
Auf der Basis wurden nach syrischen Regierungsangaben mindestens fünf syrische Militärangehörige und nahe der Basis weitere neun Zivilisten, darunter vier Kinder, getötet.
Über die Zerstörungen auf der Basis gab es verschiedene Angaben. Das United States Central Command gab bekannt, dass die Tomahawk-Raketen „Flugzeuge, Benzin, Bunker, Munitionslager, Radareinrichtungen und Verteidigungssysteme“ getroffen hätten.
US-Meldungen gaben an, dass 20 Prozent der einsatzfähigen syrischen Flugzeuge zerstört worden seien und dass von den 59 Raketen 58 ihr Ziel „schwer beschädigt oder zerstört“ hätten. Israelische Analysten kamen bei der Auswertung von Satellitenaufnahmen des Angriffs zum gleichen Schluss. Das russische Verteidigungsministerium gab an, dass die Attacke nicht effektiv war, nur 23 Raketen hätten die Basis getroffen. Die Start- und Landebahnen blieben unbeschädigt und Luftangriffe von der Militärbasis aus starten schon am 7. April 2017 wieder.

## Internationale Reaktionen
Laut US-Präsident Trump wurde der Luftschlag in einem Akt der Verteidigung nationaler Sicherheitsinteressen angeordnet. Zuspruch erhielt der Präsident unter anderem durch offizielle Reaktionen aus Saudi-Arabien, Jordanien und der Türkei, die den Angriff eine „positive Antwort auf die Kriegsverbrechen des Assad-Regimes“ nannte. In einer gemeinsamen deutsch-französischen Erklärung wiesen Bundeskanzlerin Angela Merkel und Staatspräsident François Hollande dem syrischen Präsidenten Baschar al-Assad aufgrund seines wiederholten Vorgehens gegen die eigene Bevölkerung die „alleinige Verantwortung“ zu.
Der Sicherheitsrat der Russischen Föderation unter Vorsitz von Präsident Wladimir Putin wertete den US-Angriff als Aggression gegen eine souveräne Nation und als Verstoß gegen das Völkerrecht. Die russische Regierung setzte das „Memorandum mit den USA über die Vermeidung von Zwischenfällen bei Flügen während Militäreinsätzen in Syrien“ aus. Als Reaktion auf den Angriff plant das russische Verteidigungsministerium, die Flugabwehr der syrischen Streitkräfte zu verstärken. Der Staatspräsident Syriens Baschar al-Assad bezeichnete den Luftangriff als „rücksichtslos und unverantwortlich“ und gab an, dieser nütze terroristischen Organisationen. Der iranische Außenminister Mohammed Dschawad Sarif zog Parallelen zu der im Jahre 2003 vom damaligen US-amerikanischen Außenminister Colin Powell aufgestellten Behauptung, der Irak besäße biologische und chemische Waffen.
Russlands Außenminister Sergei Lawrow machte in einem Telefonat seinem US-Amtskollegen Rex Tillerson deutlich, dass ein Angriff auf ein Land, dessen Regierung gegen den Terrorismus ankämpfe, nur den Extremisten in die Hände spiele – was eine zusätzliche Gefahr für die Sicherheit sowohl in der Region als auch weltweit bedeute. Lawrow erklärte Tillerson zudem, dass Behauptungen, das syrische Militär habe Chemiewaffen eingesetzt, nicht der Realität entsprächen. Er und Tillerson verständigten sich, das Gespräch über Syrien am 12. April in Moskau persönlich fortzusetzen.
Der deutsche Journalist und Jurist Stefan Ulrich bestritt in der Süddeutschen Zeitung die Rechtmäßigkeit des Angriffs nach dem Völkerrecht, da weder eine Genehmigung des UNO-Sicherheitsrates noch ein Angriff auf die USA vorlagen. Auch die Zulässigkeit nach US-Recht wurde in Frage gestellt, da Trump nicht das Einverständnis des Kongresses einholte.
Die Pro-Assad-Allianz, bestehend aus den Staaten Russland und Iran, stärkte Syriens Präsident Assad den Rücken. Sie verurteilte den Luftschlag als eine Aggression gegen die Souveränität Syriens. Um den Terrorismus zu besiegen, müsse man noch enger zusammenarbeiten.

## Reaktionen in der US-Innenpolitik
Die Organisation Protect Democracy verlangte unter dem Freedom of Information Act Einsicht in Regierungsunterlagen, die den Angriff rechtfertigen. Nach Verzögerungen bei der Akteneinsicht verklagte sie am 8. Mai 2017 das Justiz-, Außen- und Verteidigungsministerium. Parteiübergreifend erhielt Trump überwiegend Zustimmung, sowohl von republikanischer als auch von demokratischer Seite.